# Villafranca de Córdoba (kommun)
Villafranca de Córdoba är en kommun i Spanien.   Den ligger i provinsen Province of Córdoba och regionen Andalusien, i den centrala delen av landet, 280 km söder om huvudstaden Madrid. Antalet invånare är 4 832. Arean är 58 kvadratkilometer. Villafranca de Córdoba gränsar till Adamuz, El Carpio och Córdoba. 
Terrängen i Villafranca de Córdoba är huvudsakligen platt, men åt nordväst är den kuperad.